# Rejon Sabirabad
Rejon Sabirabad (azer. Sabirabad rayonu) – rejon we wschodnim Azerbejdżanie. 